# 大姓八族
大姓八族（だいせい はちぞく）は、朝鮮半島の百済の八家の権勢ある貴族である。百済開国の君主温祚王に付き従った八家の貴族姓氏である。中国史書『隋書』は、百済の大姓八族として次の八姓を記録している。そのうち、解氏と真氏は百済早期にあっては、相当大きな権力を掌握しており、百済の数多くの王妃は全てこの両家の貴族の出身である。
| 「 | 沙氏・燕氏・刕氏・解氏・真氏・国氏・木氏・苩氏 | 」 |

## 百済滅亡後
663年、新羅と唐の連合軍は百済を滅亡させた（史上、白村江の戦いと称する）が、苩氏は唐と新羅の追跡をかわして生き延びるために、名を改めて「白氏」とし、姓名を隠匿して、滅族の難を逃れることができたという。苩氏以外のこれら上述の大姓八族もみな消滅させられるか変姓させられた、とされる（例えば、木氏は睦氏に改めたとされる）。ただし、燕と真と国の各姓氏は系統は不明ながらも現存している。

## 誤記
『北史』と『通典』等には、貞氏に代わって真氏が記録されているのに、『三国史記』には貞氏の人物が全く見られない点を承けて、おおよそ貞は真の誤記とみられる。
清の乾隆帝の時に編纂した『満洲源流考』では、百済の大姓八族中、苩氏を苗氏と記録しているが、漢字として苩と苗の文字が似通った形であって、不注意で両者を混同して誤って記録したものとみられる。

## 姓氏別主要人物
- 沙氏（沙宅氏） - 沙乞、沙宅相如、沙宅己婁、沙豆、沙法名
- 燕氏 - 燕信、燕会、燕突、燕謨、燕実 、燕文進、燕比善那、嫡徳孫、適莫爾解、池津媛
- 刕氏
- 解氏 - 解婁、解忠、解明、解仇、解須、解讐、解仇 (比流王)、解丘、解礼昆
- 真氏 - 真浄、真老、真嘉謨、真武、真可、真忠、真会、真男、真勿、真高道、真義、真果、真虎、阿尒夫人
- 国氏 - 国智牟
- 木氏（木刕氏） - 木羅斤資、木満致、木刕昧淳、木刕麻那、木刕今敦、木刕文次、木干那
- 苩氏 - 苩加、苩奇